# Guyana Olandese ai Giochi della XVII Olimpiade
La Guyana Olandese (l'odierno Suriname) partecipò ai Giochi della XVII Olimpiade, svoltisi a Roma dal 25 agosto all'11 settembre 1960, con una delegazione di un solo atleta. Per il paese sudamericano fu la prima partecipazione olimpica.
L'unico atleta iscritto alle gare fu Wim Esajas, che avrebbe dovuto disputare gli 800 metri, ma per un'errata comunicazione dell'orario delle gare non si presentò al via della sua batteria di qualificazione. L'atleta, inizialmente ritenuto responsabile dell'accaduto per sua colpa, fu riabilitato dal comitato olimpico del suo paese solo nel 2005 con una lettera di scuse ufficiali .